# RÉCRITURE
RÉCRITURE（レクリチュール）は、日本の2人組男性アイドルユニット。2024年7月1日にスタジオ246NAGOYAライブスペースにてステージデビュー。所属レーベルはREV'z Records。

## 概要
2024年6月10日にメンバーが発表され、活動を開始。結成時のメンバーは丸山正悟、黒栖雅夫の2人。同年7月1日にスタジオ246NAGOYAにてデビューライブを開催し、ステージデビュー。
2024年6月20日、RÉCRITURE(レクリチュール)公式LINEスタンプ第1弾の発売が開始された。
2024年7月1日、RÉCRITUREのデビューライブのライブMCで告知され、REV'z Records所属ユニットの各種グッズを発売するブランドR・E・V(アール・イー・ブイ)よりRÉCRITUREロゴ入りオリジナルグッズの販売が開始された。
2024年8月28日、RÉCRITURE初の東京遠征として、新宿区神楽坂に立地するMASHRECORDS(マッシュレコード)で開催されたドリーム神楽坂ライブに出演。
2024年8月30日、Bitfan(ビットファン)により、RÉCRITURE OFFICIAL WEB SITEが開設された。

## メンバー
| 名前                            | 生年月日              | テーマカラー         | 備考                                                        |
| ------------------------------- | --------------------- | -------------------- | ----------------------------------------------------------- |
| 丸山 正悟 （まるやま しょうご） | 2003年9月21日（21歳） | ラビットパープル担当 | REV'zと兼任。 PopClover研修生、01LOVERS候補生の元メンバー。 |
| 黒栖 雅夫 （くろす まさお）     | 不明                  | UTF-832ブラック担当  | REV'zと兼任                                                 |

## 出演
※主な出演イベントのみ記載
- RÉCRITURE デビューライブ（2024年7月1日、スタジオ246NAGOYA）
- ドリーム神楽坂ライブ（2024年8月28日、MASH RECORDS 神楽坂）[13]
- DREAM LOCATION（2024年9月1日、ZERO studio）[14]
- 金山マルシェ 金山駅南口音楽ステージ（2024年9月14日、金山駅）[15]

## 作品

### シングル
|     | 発売日        | タイトル        | 備考                                   |
| --- | ------------- | --------------- | -------------------------------------- |
| 1st | 2024年10月2日 | MAGIC ANGRAECUM | 作詞：古蝶ネル、作曲・編曲：Rs&Harmony |